# Aspitates sublataria
Aspitates sublataria là một loài bướm đêm trong họ Geometridae.